# SS-Sturmscharführer
Sturmscharführer foi um posto militar do Waffen-SS criado em junho de 1934.
A patente Sturmscharführer foi usada unicamente pelo Waffen-SS. Não foi usada pelo Allgemeine SS, cujo posto militar mais alto foi o Hauptscharführer.

## Insignias

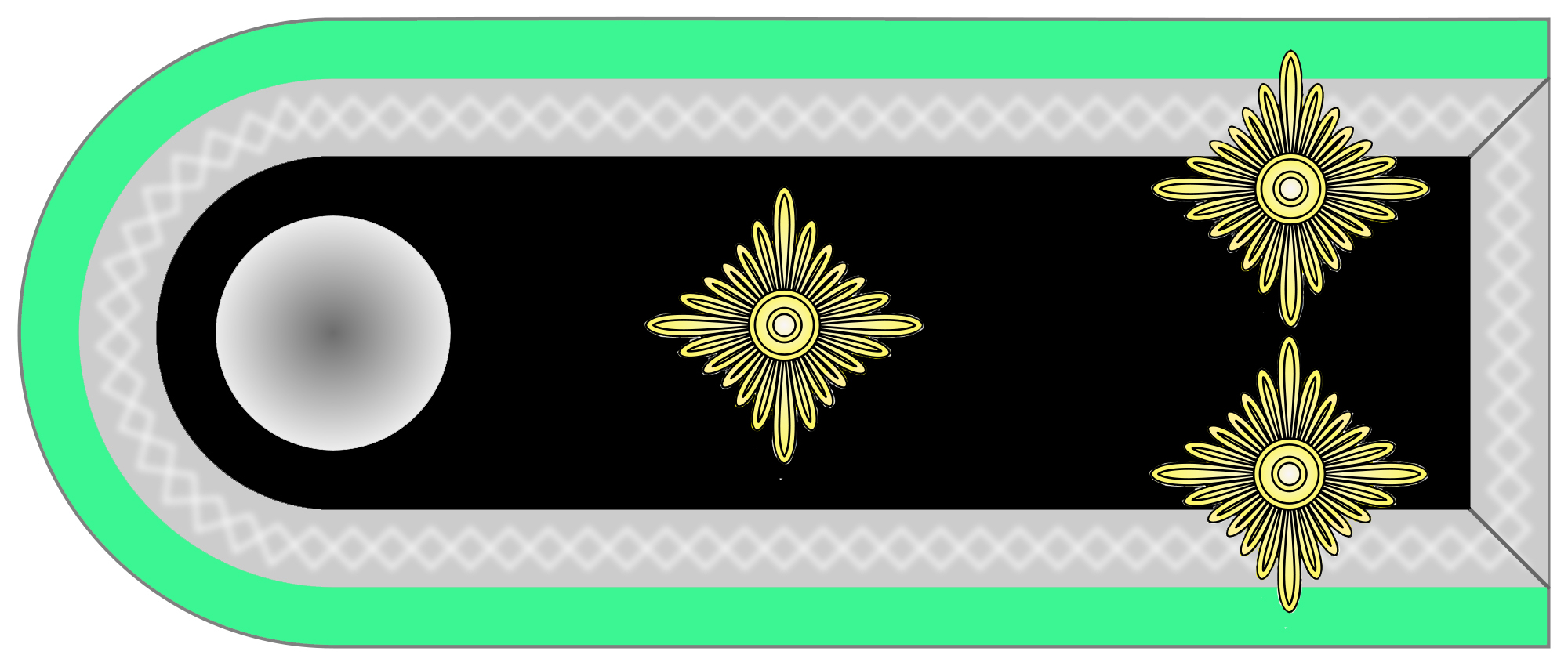
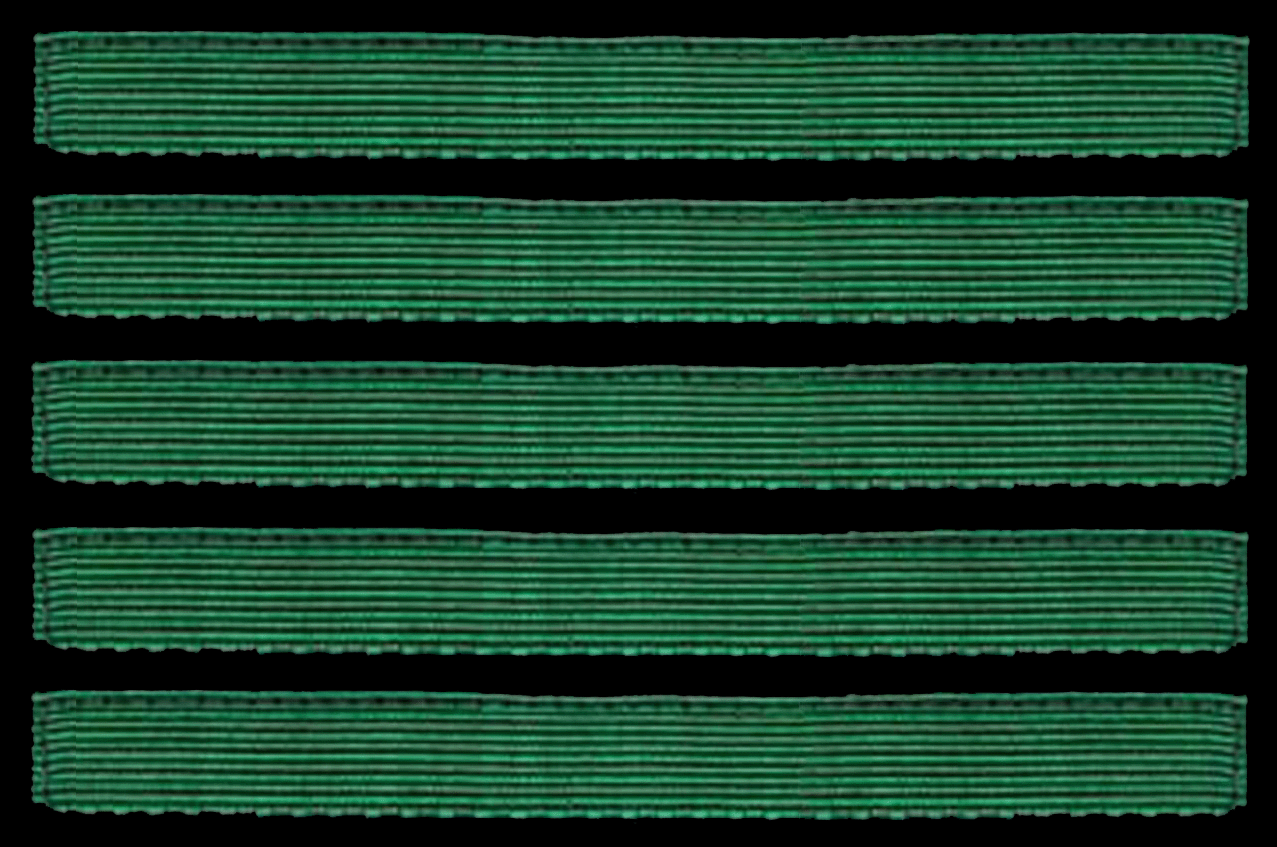